# Ilhas Kangean
As ilhas Kangean são um arquipélago de 38 ilhas, 6 das quais habitadas, na Indonésia. Ficam no mar de Java, a cerca de 120 km a norte de Bali e a 120 km a leste de Madura. Tem 668 km2.
Administrativamente, o arquipélago faz parte da província de Java Oriental, mais precisamente do kabupaten de Sumenep, na ilha de Madura.
A maior destas ilhas, com área de 490 km², é Kangean propriamente dita, Entre as outras ilhas do arquipélago estão Paliat e Sepanjang. As cidades de Pabean e Arjasa, ambas em Kangean, são as mais importantes.
A maior parte dos habitantes das Kangean são originários da ilha de Madura.

## Economia
Desde 1993 que nas Kangean se explora gás natural, que é levado para Java Oriental par um gasoduto submarino de 430 km.
Entre as outras atividades das ilhas, há plantações de teca e de coco, além de salinas.

## Turismo
As ilhas Kangean são local de mergulho muito afamado.

## Língua
A língua de Kangean (língua kangeana) é próxima do madurês.